# Mallochia exilis
Mallochia exilis är en stekelart som först beskrevs av Cresson 1874.  Mallochia exilis ingår i släktet Mallochia och familjen brokparasitsteklar. Inga underarter finns listade i Catalogue of Life.